# Syngrapha
Syngrapha is een geslacht van nachtvlinders uit de familie Noctuidae.

## Soorten
- S. abstrusa Eichlin & Cunningham, 1978
- S. ain (Hochenwarth, 1785)
- S. alias Ottolengui, 1902
- S. altera Ottolengui, 1902
- S. alticola Walker, 1857
- S. angulidens Smith, 1891
- S. borea (Aurivillius, 1890)
- S. celsa Edwards, 1881
- S. composita Warren, 1913
- S. cryptica Eichlin & Cunningham, 1978
- S. devergens (Hübner, 1813)
- S. diasema (Boisduval, 1829)
- S. diversisigna Ottolengui, 1919
- S. epigaea (Grote, 1874)
- S. gilarovi Klyuchko, 1983
- S. grosmornensis (Guillermet, 2000)
- S. hochenwarthi (Hochenwarth, 1785)
- S. ignea Grote, 1863
- S. interrogationis (Linnaeus, 1758) - schijn-gamma-uil
- S. microgamma (Hübner, 1823)
- S. montana Packard, 1874
- S. nyiwonis Matsumura, 1925
- S. octoscripta Grote, 1874
- S. orophila Hampson, 1908
- S. ottolenguii Dyar, 1902
- S. parilis (Hübner, 1809)
- S. pyrenaica Hampson, 1913
- S. rectangula Kirby, 1837
- S. rilaecacuminum Varga & L. Ronkay, 1992
- S. sackenii Grote, 1872
- S. selecta Walker, 1857
- S. surena Grote, 1882
- S. tibetana Staudinger, 1895
- S. transbaikalensis Staudinger, 1892
- S. u-aureum (Guenée, 1852)
- S. uaureum Guenée, 1852
- S. viridisigma Grote, 1874

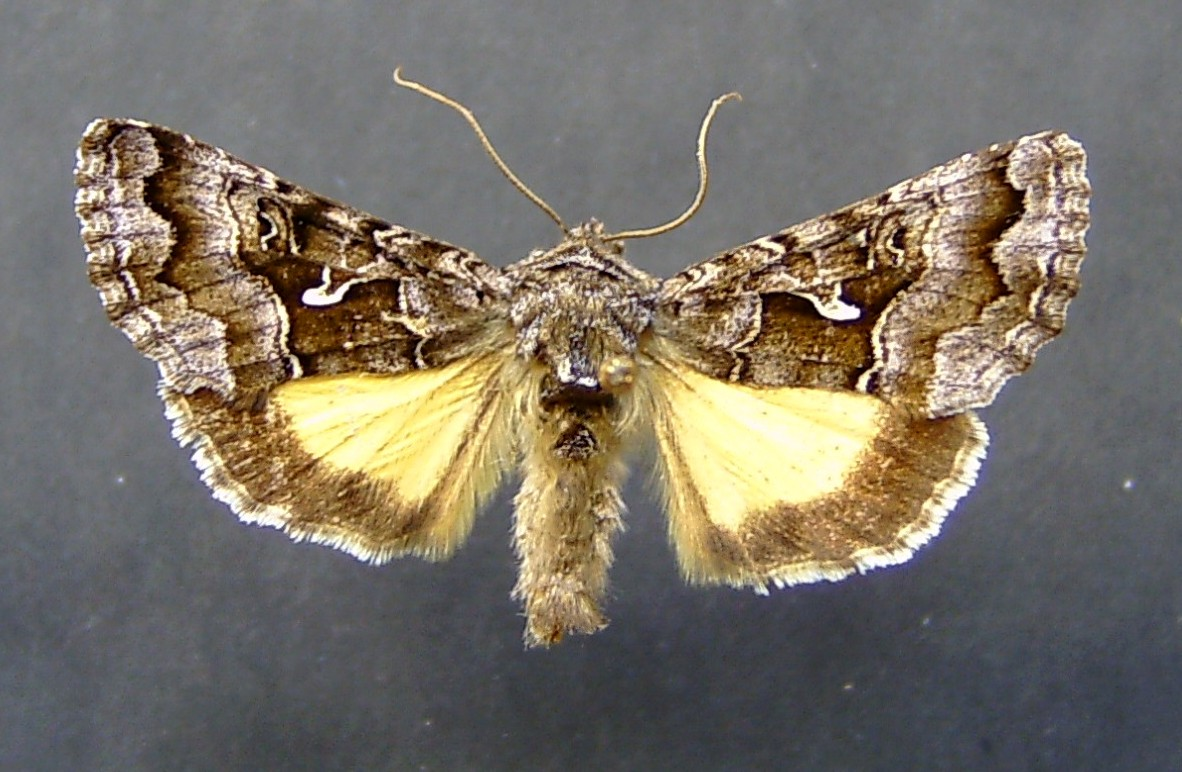
Syngrapha ain
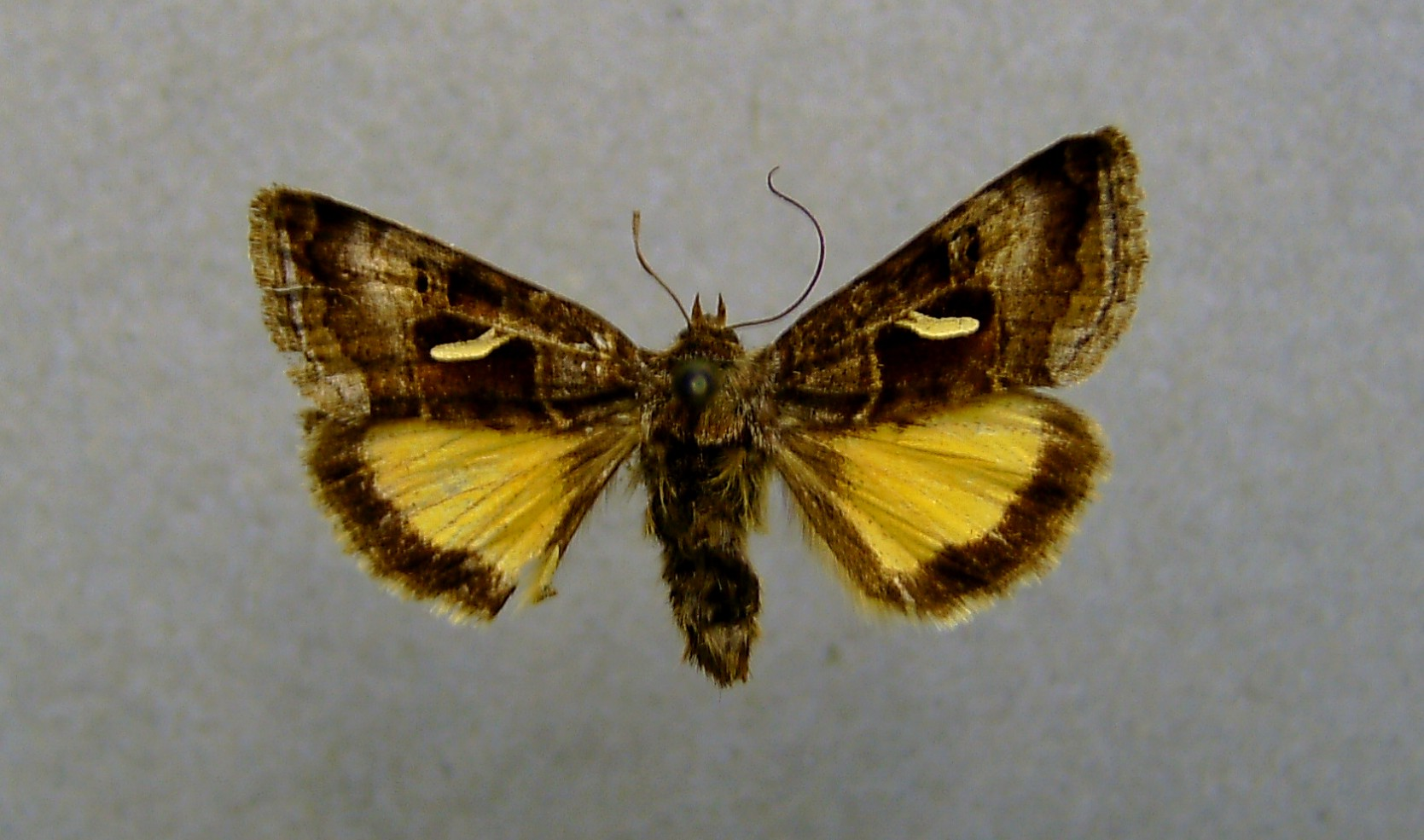
Syngrapha hochenwarthi